# Saint-Didier-la-Forêt
Saint-Didier-la-Forêt est une commune française, située dans le département de l'Allier en région Auvergne-Rhône-Alpes. Elle fait partie de l'aire d'attraction de Vichy.

## Géographie

### Localisation
Saint-Didier-la-Forêt est une commune de la Limagne bourbonnaise, entre Saint-Pourçain-sur-Sioule et Vichy.
Depuis le redécoupage des cantons du département entré en vigueur à la suite des élections départementales de mars 2015, la commune fait partie du canton de Bellerive-sur-Allier. Elle dépendait jusqu'alors du canton d'Escurolles.
À vol d'oiseau, elle se situe à 12,3 km au nord-ouest de Vichy, à 10,9 km au nord-est d'Escurolles et à 13 km au nord-nord-ouest de Bellerive-sur-Allier.
Cinq communes sont limitrophes de Saint-Didier-la-Forêt :
| Bayet        | Loriges               |                      |
|              | Saint-Didier-la-Forêt | Marcenat             |
| Broût-Vernet |                       | Saint-Rémy-en-Rollat |

### Hydrographie
Elle est traversée par l'Agasse et l'Andelot.

### Climat
Pour des articles plus généraux, voir Climat d'Auvergne-Rhône-Alpes et Climat de l'Allier.
En 2010, le climat de la commune est de type climat océanique dégradé des plaines du Centre et du Nord, selon une étude du CNRS s'appuyant sur une série de données couvrant la période 1971-2000. En 2020, Météo-France publie une typologie des climats de la France métropolitaine dans laquelle la commune est dans une zone de transition entre le climat océanique altéré et le climat de montagne ou de marges de montagne et est dans la région climatique Centre et contreforts nord du Massif Central, caractérisée par un air sec en été et un bon ensoleillement.
Pour la période 1971-2000, la température annuelle moyenne est de 11 °C, avec une amplitude thermique annuelle de 16,4 °C. Le cumul annuel moyen de précipitations est de 750 mm, avec 10,2 jours de précipitations en janvier et 7,3 jours en juillet. Pour la période 1991-2020, la température moyenne annuelle observée sur la station météorologique de Météo-France la plus proche, « Vichy-Charmeil », sur la commune de Charmeil à 8 km à vol d'oiseau, est de 11,7 °C et le cumul annuel moyen de précipitations est de 769,1 mm,. Pour l'avenir, les paramètres climatiques de la commune estimés pour 2050 selon différents scénarios d'émission de gaz à effet de serre sont consultables sur un site dédié publié par Météo-France en novembre 2022.

## Urbanisme

### Typologie
Au 1er janvier 2024, Saint-Didier-la-Forêt est catégorisée commune rurale à habitat dispersé, selon la nouvelle grille communale de densité à 7 niveaux définie par l'Insee en 2022.
Elle est située hors unité urbaine. Par ailleurs la commune fait partie de l'aire d'attraction de Vichy, dont elle est une commune de la couronne,. Cette aire, qui regroupe 50 communes, est catégorisée dans les aires de 50 000 à moins de 200 000 habitants,.

### Occupation des sols

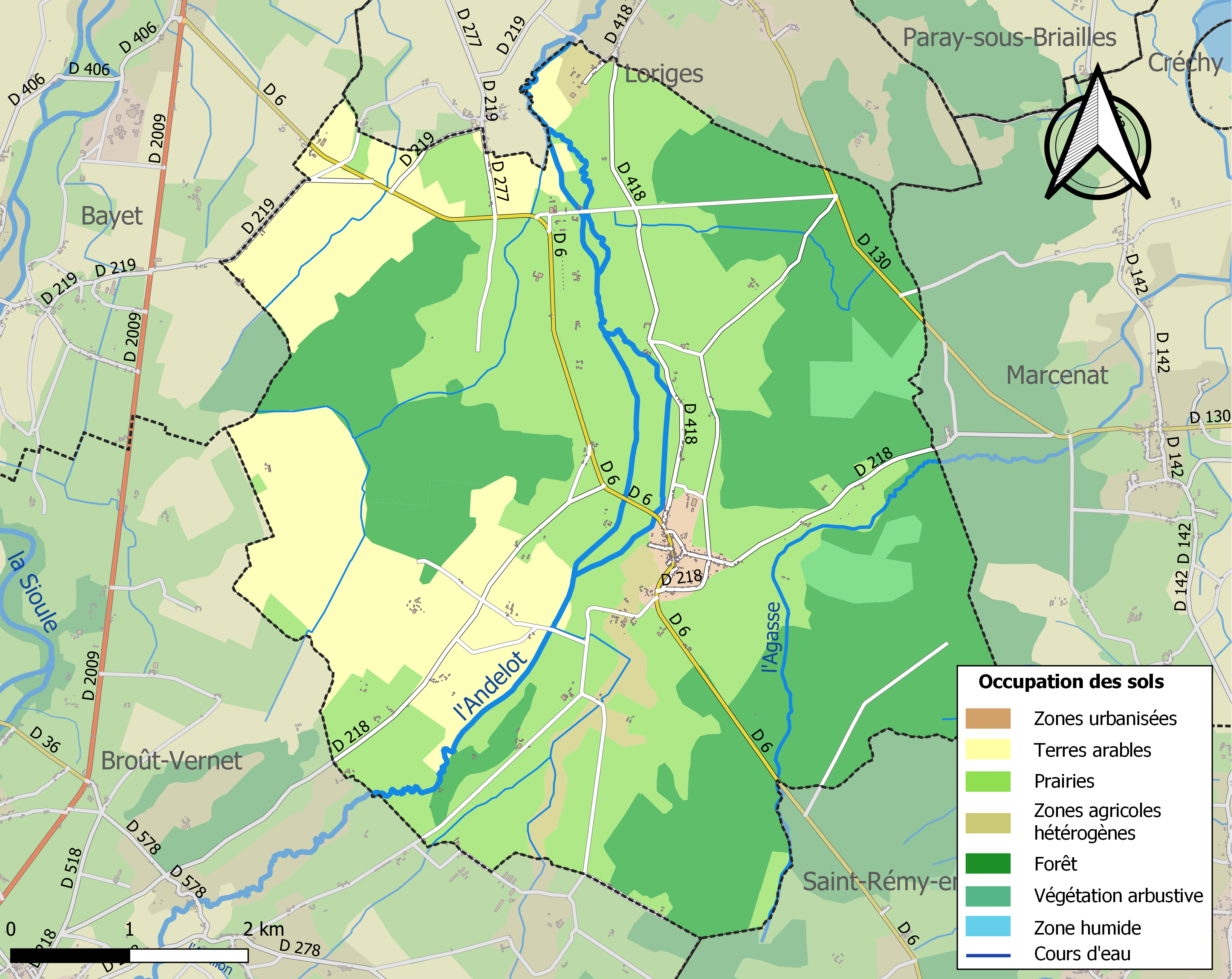
Carte des infrastructures et de l'occupation des sols de la commune en 2018 (CLC).

L'occupation des sols de la commune, telle qu'elle ressort de la base de données européenne d’occupation biophysique des sols Corine Land Cover (CLC), est marquée par l'importance des territoires agricoles (59,8 % en 2018), en diminution par rapport à 1990 (60,8 %). La répartition détaillée en 2018 est la suivante : prairies (38,9 %), forêts (36,4 %), terres arables (18,6 %), milieux à végétation arbustive et/ou herbacée (2,6 %), zones agricoles hétérogènes (2,4 %), zones urbanisées (1,2 %).
L'IGN met par ailleurs à disposition un outil en ligne permettant de comparer l’évolution dans le temps de l’occupation des sols de la commune (ou de territoires à des échelles différentes). Plusieurs époques sont accessibles sous forme de cartes ou photos aériennes : la carte de Cassini (XVIIIe siècle), la carte d'état-major (1820-1866) et la période actuelle (1950 à aujourd'hui).

### Voies de communication et transports
La route départementale 6, axe reliant Saint-Pourçain-sur-Sioule au nord-ouest et l'agglomération vichyssoise au sud-est, traverse le bourg avec une pente de 10 %.
Le territoire communal est traversé par les routes départementales 130 (portion de la route de Saint-Pourçain-sur-Sioule à Marcenat), 218 (en direction de Broût-Vernet et de Marcenat), 219 (vers Bayet), 277 (vers Saint-Pourçain-sur-Sioule par Ambon) et 418 (vers Loriges).

## Toponymie
La commune s'appelait Saint-Didier-en-Rollat jusqu'en 1961.

## Histoire
Avant 1789, la commune faisait partie de l'ancienne province du Bourbonnais issu de la seigneurie de Bourbon médiévale.
La commune porta, au cours de la période révolutionnaire de la Convention nationale (1792-1795), le nom de Marcenat-les-Bois.

## Politique et administration
| Période                                  | Période                      | Identité          | Étiquette | Qualité            |
| ---------------------------------------- | ---------------------------- | ----------------- | --------- | ------------------ |
| Les données manquantes sont à compléter. |                              |                   |           |                    |
| mars 2001                                | mars 2014                    | Claude Lavest     |           |                    |
| mars 2014 (réélue en 2020)               | En cours (au 8 juillet 2020) | Martine Deschamps | DVD       | Gérante de société |

## Équipements et services publics

### Enseignement
Saint-Didier-la-Forêt dépend de l'académie de Clermont-Ferrand. Il n'existe aucune école.
Hors dérogations à la carte scolaire, les collégiens sont scolarisés à Saint-Germain-des-Fossés et les lycéens à Cusset, au lycée Albert-Londres.

### Justice
Saint-Didier-la-Forêt dépend de la cour d'appel de Riom, du tribunal de proximité de Vichy et des tribunaux judiciaire et de commerce de Cusset.

## Population et société

### Démographie
L'évolution du nombre d'habitants est connue à travers les recensements de la population effectués dans la commune depuis 1793. Pour les communes de moins de 10 000 habitants, une enquête de recensement portant sur toute la population est réalisée tous les cinq ans, les populations de référence des années intermédiaires étant quant à elles estimées par interpolation ou extrapolation. Pour la commune, le premier recensement exhaustif entrant dans le cadre du nouveau dispositif a été réalisé en 2008.

En 2022, la commune comptait 388 habitants, en évolution de +0,78 % par rapport à 2016 (Allier : −1,38 %, France hors Mayotte : +2,11 %).
| 1793 | 1800 | 1806 | 1821 | 1831 | 1836 | 1841 | 1846 | 1851 |
| ---- | ---- | ---- | ---- | ---- | ---- | ---- | ---- | ---- |
| 561  | 605  | 508  | 659  | 593  | 793  | 763  | 866  | 807  |

| 1856 | 1861 | 1866 | 1872 | 1876 | 1881 | 1886 | 1891 | 1896 |
| ---- | ---- | ---- | ---- | ---- | ---- | ---- | ---- | ---- |
| 835  | 814  | 847  | 849  | 856  | 853  | 817  | 771  | 754  |

| 1901 | 1906 | 1911 | 1921 | 1926 | 1931 | 1936 | 1946 | 1954 |
| ---- | ---- | ---- | ---- | ---- | ---- | ---- | ---- | ---- |
| 764  | 722  | 738  | 677  | 632  | 628  | 608  | 646  | 557  |

| 1962 | 1968 | 1975 | 1982 | 1990 | 1999 | 2006 | 2008 | 2013 |
| ---- | ---- | ---- | ---- | ---- | ---- | ---- | ---- | ---- |
| 572  | 514  | 427  | 381  | 375  | 360  | 375  | 379  | 380  |

| 2018 | 2022 | - | - | - | - | - | - | - |
| ---- | ---- | - | - | - | - | - | - | - |
| 373  | 388  | - | - | - | - | - | - | - |

### Aspects culturels
Saint-Didier-la-Forêt fait partie des communes ayant reçu l'étoile verte espérantiste, distinction remise aux maires de communes recensant des locuteurs de la langue construite espéranto.

## Culture et patrimoine

### Lieux et monuments
Saint-Didier-la-Forêt compte, hors présentation communale, 24 édifices répertoriés à l'inventaire général du patrimoine culturel.
- L'abbaye Saint-Gilbert de Neuffontaines, de l'ordre des Prémontrés, date du XIIe siècle. Salle capitulaire et chauffoir sont classés aux monuments historiques le 17 septembre 1969 et le bâtiment de l'hôpital est inscrit le 3 décembre 2001[28].
- Église paroissiale Saint-Didier, sur une éminence au sud du bourg. Construite en 1900 par l'architecte moulinois Michel Mitton au sud de l'ancienne église (XIIe siècle) de même vocable, détruite à la même époque. Style néo-roman[29]. Verrière de Francis Chigot (1933).

### Personnalités liées à la commune
- Jacques Boisrot de La Cour (1758-1832), député (1791-1792), maire de la commune.

### Héraldique
|  | Les armes de la commune se blasonnent ainsi : D’or au chêne terrassé de sinople, au loup passant de sable, lampassé de gueules, brochant sur le fût du chêne, au chef du même chargé d’un pal d’argent accosté de deux roses du champ, soutenu d’azur. |